# Craibia
Craibia là một chi rau đậu thuộc họ Fabaceae. 
Nó gồm các loài:
- Craibia atlantica